# Castelo de Rayne-Vigneau

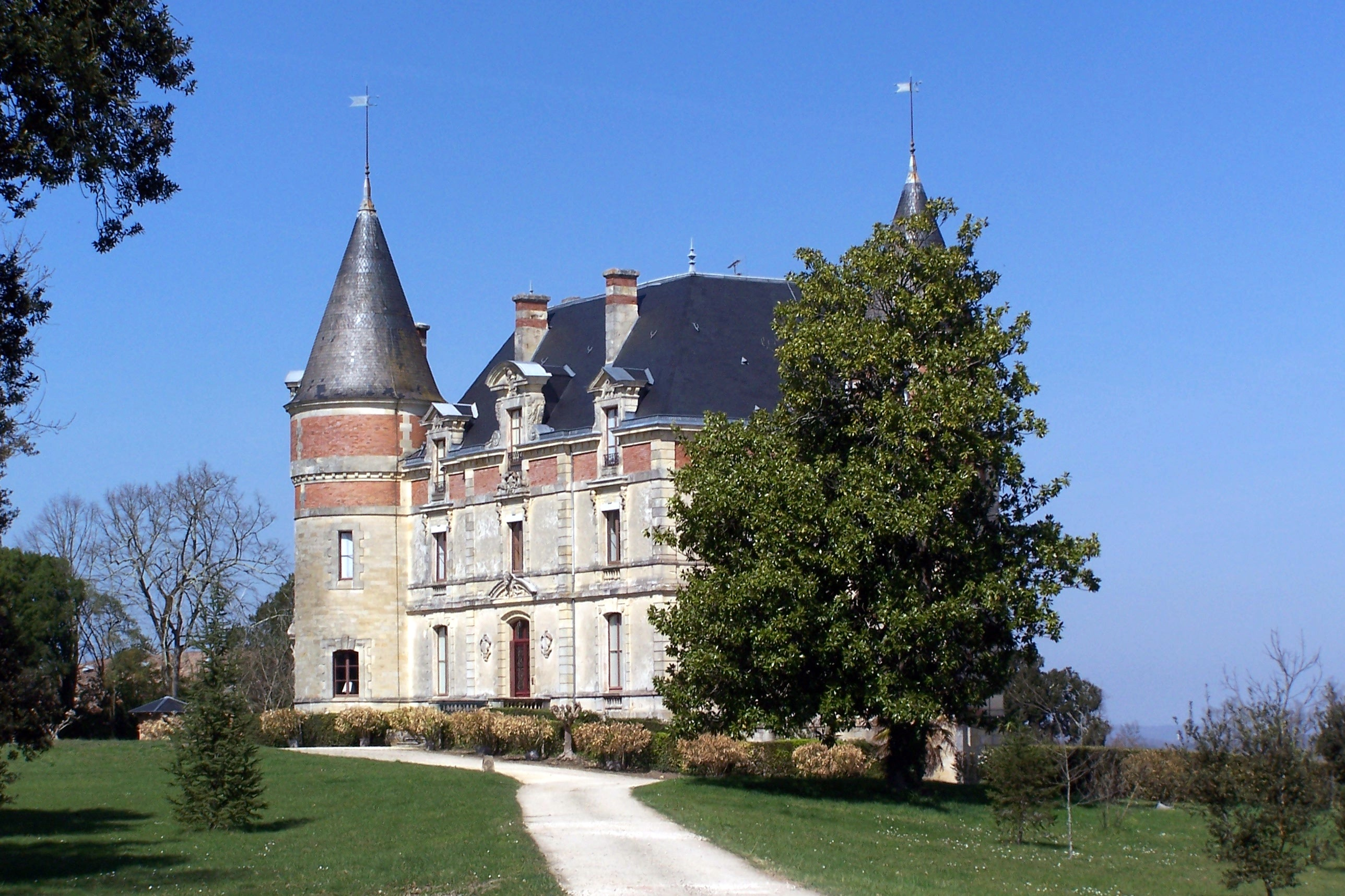
Château de Rayne-Vigneau em Bommes (Gironde, França)

O Château de Rayne-Vigneau é um castelo em Bommes, França. É propriedade do Crédit Agricole desde 2004. A propriedade produz vinho branco doce classificado como Premier Cru Classé na Classificação Oficial de Vinho de Bordeaux original de 1855.
O castelo, o seu parque e as suas instalações foram classificados como monumentos históricos por decreto no dia 19 de abril de 2004.